# 두빛나래어린이도서관
두빛나래어린이도서관은 경기도 화성시 소재의 도서관이다.

## 연혁
- 2009년 6월 23일 개관.

## 시설현황
- 2층: 다목적강당, 문화교실
- 1층: 어린이자료실, 전자정보자료실, 영어교실, 유아열람실

## 이용 안내
휴관일
- 정기휴관: 매월 두 번째·네 번째 월요일, 법정공휴일
- 임시휴관: 특별한 사유로 관장이 정하는 날, 창립기념일

이용 시간
- 자료실, 전자정보실: 평일 09:00 ~ 18:00 / 주말 09:00 ~ 17:00